# Balázs Orbán
Balázs Orbán (3. února 1829 – 19. dubna 1890) byl maďarský historik, politik, spisovatel a člen Maďarské akademie věd. Narodil se v Lengyelfalvě v Sedmihradském velkoknížectví (dnešní Feliceni v Rumunsku) a zemřel v Budapešti.
Jeho nejdůležitější prací bylo Székelyföld leírása - encyklopedický popis Sikulska. Dílo bylo poprvé publikováno v Budapešti v roce 1868.

## Externí odkazy

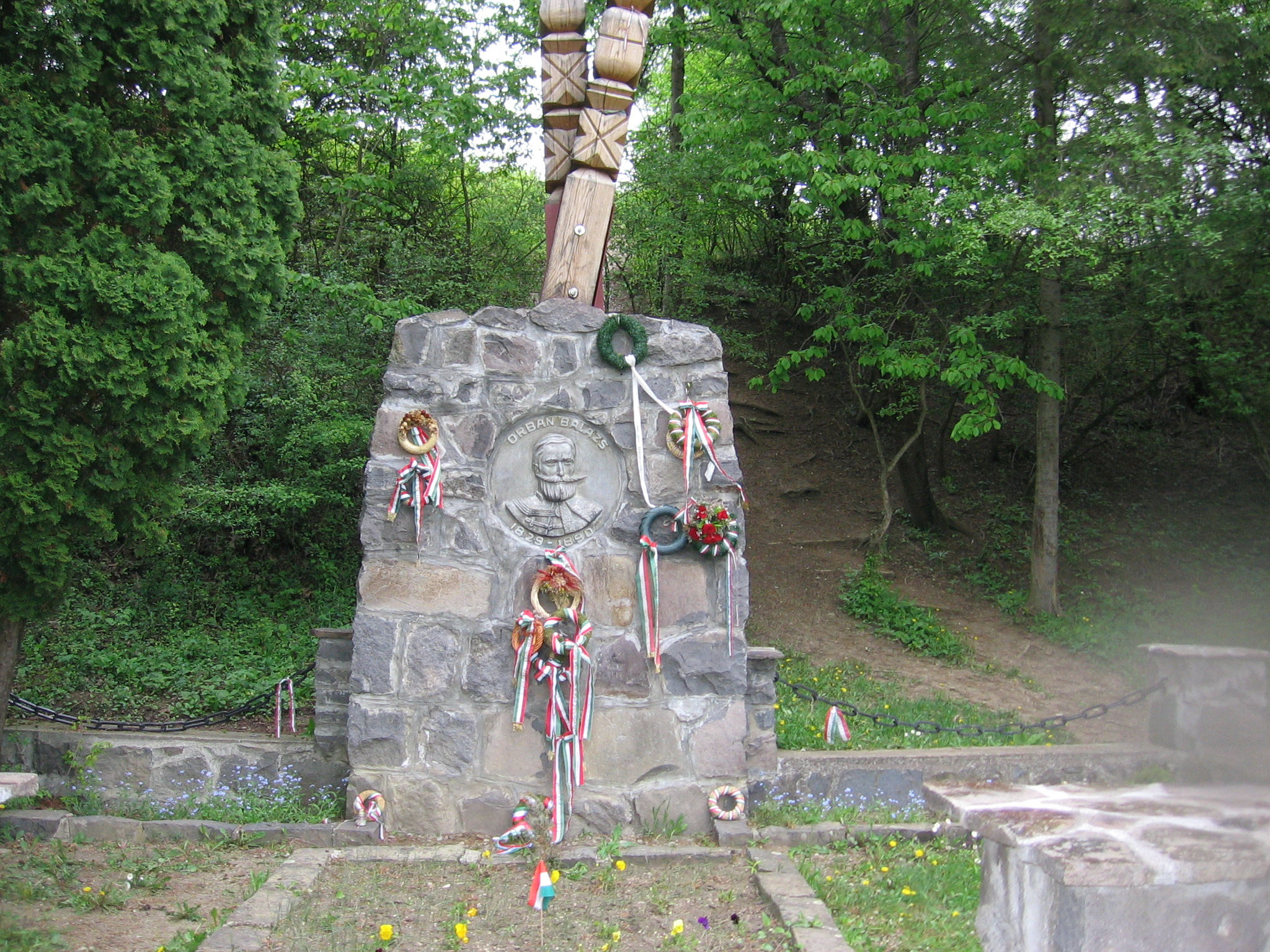
Hrob Balázse Orbána